# Christoph-Scheiner-Turm
Koordinaten: 48° 9′ 11,7″ N, 10° 34′ 50,9″ O

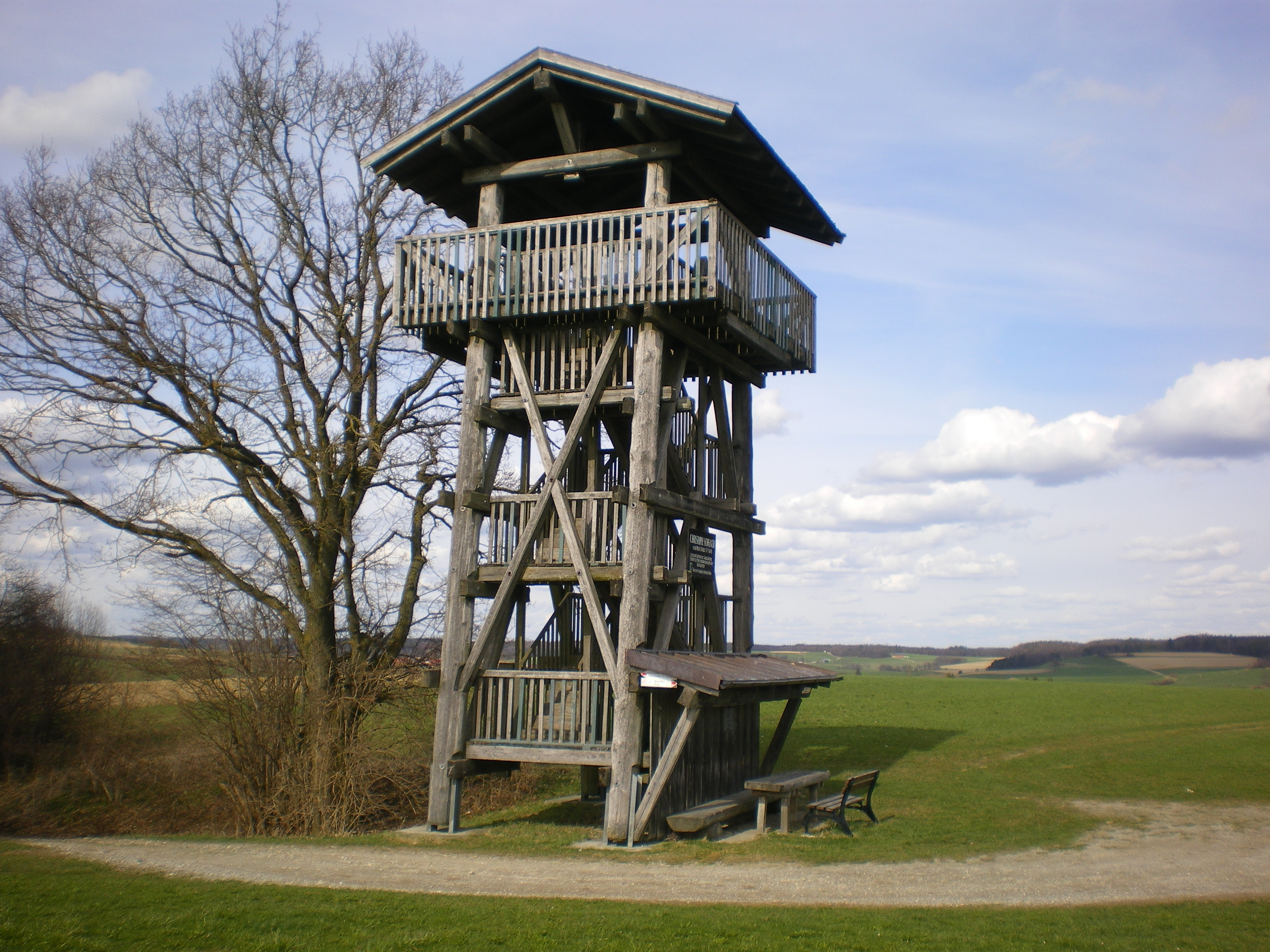
Westansicht

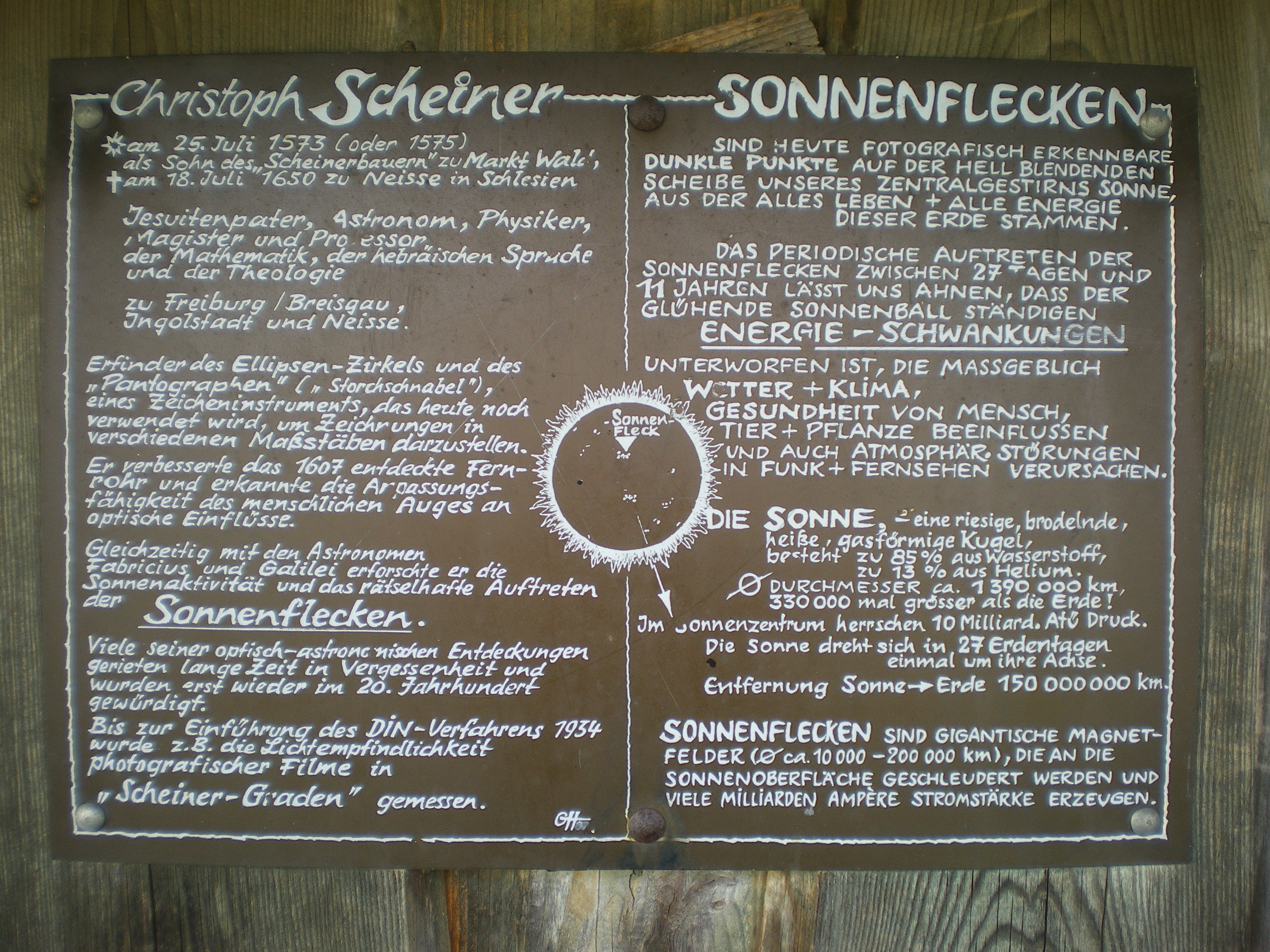
Gedenktafel am Turm

Der Christoph-Scheiner-Turm ist ein Aussichtsturm, der nach Christoph Scheiner benannt ist. Er befindet sich nördlich von Bürgle, einem kleinen Ort in den Stauden bei Markt Wald. Seine Höhe beträgt rund neun Meter und es führen 42 Stufen hinauf. Der Turm wurde 1988 errichtet und bietet bei gutem Wetter eine gute Aussicht über die kleinen Dörfer rund um Markt Wald.